# Woodbury (New Jersey)
Woodbury è un comune (city) degli Stati Uniti d'America, situato nello stato del New Jersey, nella contea di Gloucester, della quale è il capoluogo.